# Weiningen ZH
| ZH ist das Kürzel für den Kanton Zürich in der Schweiz. Es wird verwendet, um Verwechslungen mit anderen Einträgen des Namens Weiningen zu vermeiden. |

Weiningen ist eine politische Gemeinde im Bezirk Dietikon des Kantons Zürich in der Schweiz. Sie liegt westlich von Zürich am Nordrand des Limmattals. Ihr Mundartname ist Wiinige.

## Geographie

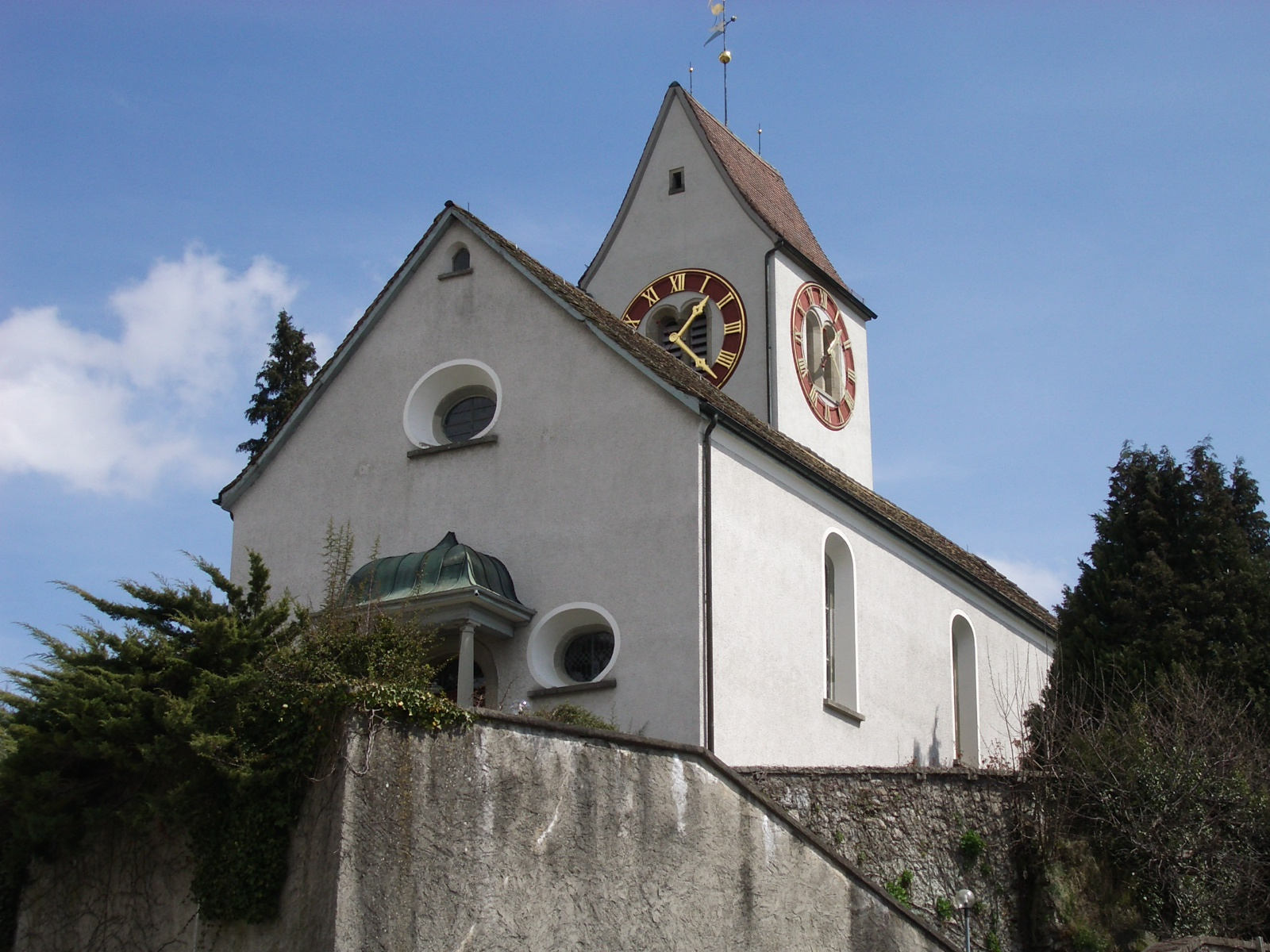
Ref. Kirche Weiningen, 1650 erbaut

Weiningen ZH, historisches Luftbild von 1919, aufgenommen aus 600 Metern Höhe von Walter Mittelholzer

Die Gemeinde Weiningen befindet sich rechts der Limmat am Länggenbach, der auf dem Übergang nach Regensdorf im Furttal zwischen Gubrist und Altberg als Trüebbach entspringt. Weiningen gliedert sich in folgende zwei Teile: Weiningen-Dorf und Weiningen-Fahrweid. Die Gemeinde ist besonders bekannt für ihre weitläufigen Rebbauflächen (ca. 30 ha) am Hasleren und Gubrist, welche sich fast über die gesamte Hanglage der Gemeinde erstrecken (siehe hierzu auch Weinbau in der Schweiz). Im Gegensatz zu anderen Gemeinden des Bezirks Dietikon hat Weiningen einen deutlich ländlicheren Charakter, der sich besonders in der Bauweise des Dorfs äussert. Zu Weiningen gehört auch der Ortsteil Fahrweid. Von der Gemeindefläche sind 31,1 % landwirtschaftliche Nutzflächen, 38,4 % ist Wald, 18,9 % ist Siedlungsfläche, 10,5 % dienen dem Verkehr, 0,2 % sind Gewässer und 0,9 % unproduktive Flächen (Stand: 2018).

## Geschichte
Die erste urkundliche Erwähnung Weiningens als Winigon erfolgte am 8. Februar 870. Grund und Boden waren im Besitz von Freibauern, der Kirchensatz der Pfarrkirche St. Peter gehörte den Freiherren von Regensberg; das Gebiet der Pfarrei umfasste auch das Städtchen Glanzenberg. Mitte des 12. Jahrhunderts ging die Pfarrei in den Besitz des Klosters Fahr über. Mit der Eroberung des Aargaus durch die Eidgenossen kam das Dorf 1415 in den Einflussbereich der Stadt Zürich. Es war Teil der Grafschaft Baden und bildete einen eigenen Niedergerichtsbezirk. Die Gerichtsrechte gelangten 1435 in den Besitz der Zürcher Familie Meyer von Knonau. Wie in den übrigen Gemeinden des östlichen Teils der Grafschaft Baden setzten die Zürcher in den 1520er Jahren die Reformation durch.
Von 1798 bis 1803, während der Zeit der Helvetischen Republik, war Weiningen eine Gemeinde im Distrikt Regensdorf. Anschliessend lag es bis 1989 (Gründung des Bezirks Dietikon) im Bezirk Zürich. Bis weit ins 20. Jahrhundert hinein war Weiningen stark landwirtschaftlich geprägt. Dies änderte sich allmählich aufgrund der Erschliessung durch die Limmattal-Strassenbahn, die von 1901 bis 1931 die Zweigstrecke Schlieren–Weiningen betrieb. In den 1950er Jahren entstand die Siedlung Fahrweid. 1971 wurde die A1 eröffnet, 1985 die A4; die beiden Autobahnen kreuzen sich auf Gemeindegebiet (Limmattaler Kreuz).

## Wappen
Blasonierung:
In Gold eine blaue Pflugschar vor einem blauen Rebmesser mit rotem Griff, überhöht von einer grüngestielten und beblätterten blauen Traube

## Bevölkerung
| Bevölkerungsentwicklung | Bevölkerungsentwicklung |
| Jahr                    | Einwohner               |
| ----------------------- | ----------------------- |
| 1850                    | 832                     |
| 1900                    | 653                     |
| 1950                    | 976                     |
| 1960                    | 1633                    |
| 1970                    | 2323                    |
| 1980                    | 2964                    |
| 1990                    | 3551                    |
| 2000                    | 3743                    |
| 2010                    | 4229                    |
| 2020                    | 4857                    |
| 2022                    | 4877                    |

## Politik
Gemeindepräsident ist Mario Okle (parteilos, Stand 2023).
Bei den Nationalratswahlen 2023 betrugen die Wähleranteile in Weiningen: SVP 41,82 % (+0,82), SP 15,57 % (+2,97), FDP 12,37 % (−0,91), glp 11,40 % (−2,07), Mitte 8,42 % (+1,63), Grüne 5,36 % (−3,01), EVP 1,81 % (−0,08), EDU 0,55 (−0,23).

## Persönlichkeiten
Der Zürcher Chorherr, Schriftsteller und Philosophieprofessor Heinrich Hirzel (1766–1833) wurde vermutlich in Weiningen geboren und wuchs dort auf.
Albert Bunjaku, Fussballspieler mit kosovarischer Herkunft und ehemaliges Mitglied der Schweizer Nationalmannschaft (Teilnahme an der Fussball-Weltmeisterschaft 2010 in Südafrika), hat seine Schweizer Staatsbürgerschaft in Weiningen erlangt. Er ist in Fahrweid-Weiningen aufgewachsen und Bürger der Gemeinde Weiningen.
Carmen Schäfer und Janine Greiner (beide * 1981), beide aufgewachsen in Fahrweid-Weiningen, haben als Curlerinnen auf internationaler Ebene mehrere Erfolge an Welt- und Europameisterschaften sowie an den Olympischen Winterspielen gefeiert. 2008 wurden sie Europameisterinnen, 2010 (Vancouver) und 2014 (Sotschi) wurden sie jeweils Vierte an den Olympischen Winterspielen, und 2012 triumphierten sie an der Weltmeisterschaft in Lethbridge.
Korpskommandant Rolf Binder (1929–2016), ehemaliger Ausbildungschef der Schweizer Armee, wurde in Weiningen geboren.
Theo Frey (* 14. Februar 1908 in Hochdorf LU; † 19. April 1997 in Weiningen ZH) war ein Schweizer Fotograf, der über 50 Jahre in Weiningen wohnte. Er zählt zu den Klassikern der Schweizer Reportagefotografen und Dokumentaristen.
Yves Miller, aufgewachsen in Weiningen, wurde in den Jahren 2006 und 2009 Schützenkönig beim Zürcher Knabenschiessen. Ein solcher Doppelsieg bei diesem prestigeträchtigen Anlass, an dem jährlich über 5000 Schützen (Knaben und Mädchen) teilnehmen, ist seit 1926 niemandem mehr gelungen.
Der Bankmanager und Wirtschaftswissenschaftler Hans Geiger (* 1943) lebt in Weiningen.